# PSPN
PSPN (англ. Persephin) – білок, який кодується однойменним геном, розташованим у людей на короткому плечі 19-ї хромосоми. Довжина поліпептидного ланцюга білка становить 156 амінокислот, а молекулярна маса — 16 600.
| 10         |  | 20         |  | 30         |  | 40         |  | 50         |
| ---------- |  | ---------- |  | ---------- |  | ---------- |  | ---------- |
| MAVGKFLLGS |  | LLLLSLQLGQ |  | GWGPDARGVP |  | VADGEFSSEQ |  | VAKAGGTWLG |
| THRPLARLRR |  | ALSGPCQLWS |  | LTLSVAELGL |  | GYASEEKVIF |  | RYCAGSCPRG |
| ARTQHGLALA |  | RLQGQGRAHG |  | GPCCRPTRYT |  | DVAFLDDRHR |  | WQRLPQLSAA |
| ACGCGG     |  |            |  |            |  |            |  |            |

A: Аланін

C: Цистеїн

D: Аспарагінова кислота

E: Глутамінова кислота

F: Фенілаланін

G: Гліцин

H: Гістидин

I: Ізолейцин

K: Лізин

L: Лейцин

M: Метіонін

P: Пролін

Q: Глутамін

R: Аргінін

S: Серин

T: Треонін

V: Валін

W: Триптофан

Кодований геном білок за функцією належить до факторів росту. 
Секретований назовні.